# Jonas Coldewijh
Jonas Coldewijh, även Jonas Koldeveijh, född den 4 september 1734 i Trelleborg, död den 26 april 1789 i Görslövs socken, var en svensk präst.

## Biografi
Coldewijh var son till handelsmannen Efraim Coldewijh (1706–1769) och dennes hustru Johanna Espeholtz. Han studerade vid Lunds universitet och prästvigdes 1758 samt disputerade för filosofie magistergrad 1763. Därefter blev han komminister i Hardeberga socken. 1772 utnämndes han till kyrkoherde i Görslövs församling, vilket han var fram till sin död 1789.
Han gifte sig 1782 i Lund med Dorothea Sofia Munthe (1745–1819), som kom från Malmö och var dotter till stadsfiskal Hans Munthe.

### Bilder

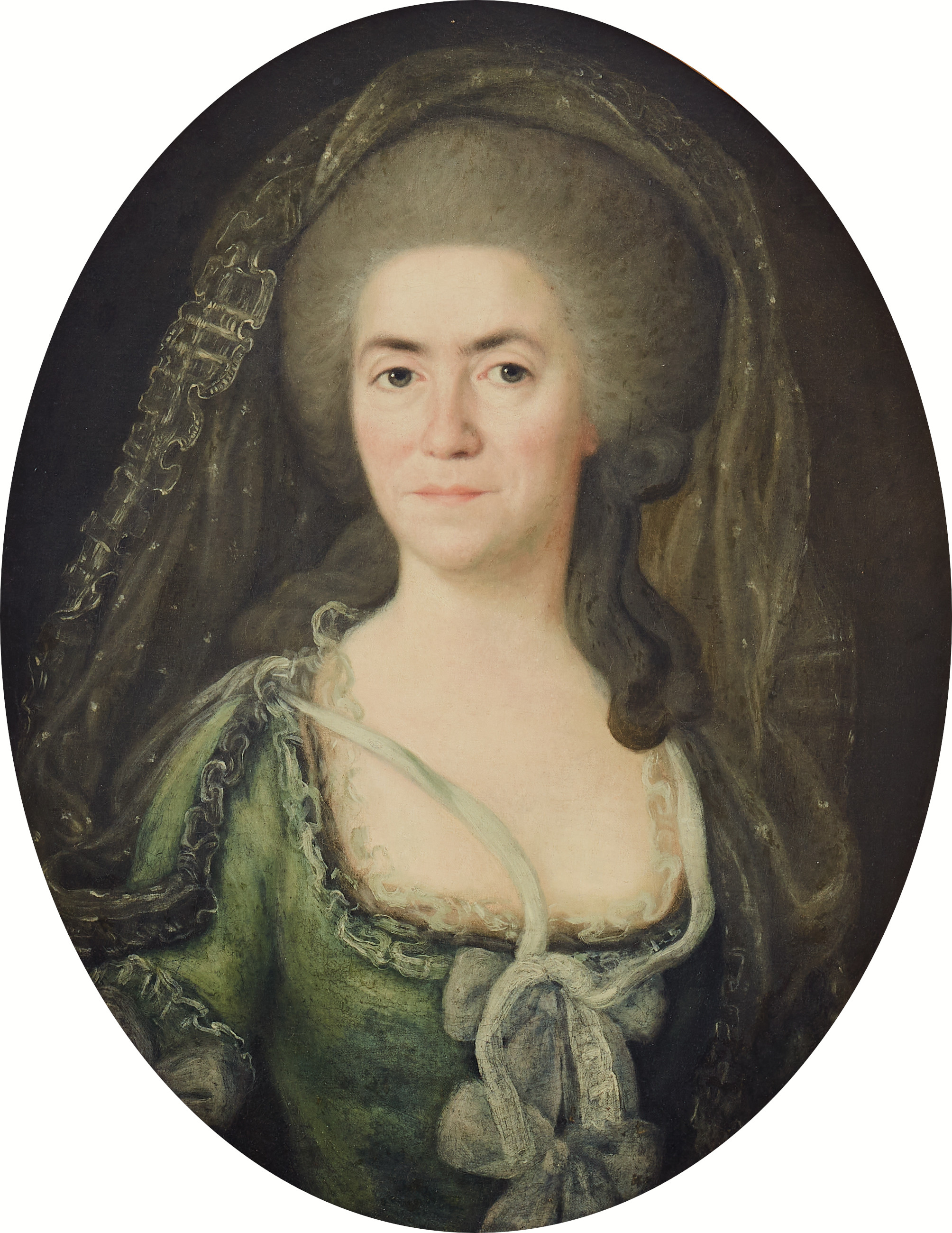
Dorothea Sofia Munthe, gift med Jonas Coldewijh, avporträtterad 1788 av Martin David Roth.